# Hot-Lydia
Hot-Lydia (kurz Lydia P., * 26. Juni 1976 in Frankfurt am Main) ist eine ehemalige deutsche Moderatorin und Pornodarstellerin. Sie trat zunächst als Lydia Pirelli auf; später nannte sie sich Hot-Lydia.

## Karriere
Lydia P. arbeitete seit ihrem 21. Geburtstag in der Pornobranche und drehte diverse Soft- und Hardcorefilme. Sie bekam dafür im Jahre 1998 den Venus Award als beste Newcomerin.
Bekannt wurde sie jedoch erst durch ihre Montagssendung Alles auf Rot(licht) auf 9Live, in der sie als erste Moderatorin in Deutschland vollkommen nackt auftrat. Nachdem die Sendung wegen Protesten aus dem Programm genommen worden war, musste sie ihren Vertrag bei 9Live „aussitzen“. Sie nutzte diese Zeit mit Auftritten in Clubs und Diskotheken und produzierte ihre erste DVD Latex Fantasy. In demselben Zeitraum trat die Frankfurterin mehrfach bei tv total auf und erhielt zweimal den „Raab der Woche“.
Ab August 2004 konzentrierte sie sich auf ihre einstündige Fernsehshow Sexy Night, die auf diversen deutschen Lokalsendern zu sehen war. Ende 2004 kam die Vermarktung ihrer Bilder per MMS und im Mai 2005 als kurze Videoclips für Mobilfunktelefone hinzu.
Im Februar 2005 zog sie als „Burgfräulein“ in die ProSieben-Mittelalter-Festung Die Burg. Vom 20. Juli 2006 an bis November 2006 moderierte sie auf 9Live gemeinsam mit Biggi Bardot und Jana Bach die Sendung Lanotte, eine Neuauflage ihrer ehemaligen Sendung Alles auf Rot(licht). Ab November 2007 arbeitete sie für ATV und führte durch die Hot Movie Night. 2009 wirkte sie bei wg-der-lust.de mit, welche in Ausschnitten im Nachtprogramm (Pinksim Hot Movie Night) des hessischen Privatsenders Rheinmaintv lief.
Den Namen „Lydia Pirelli“ durfte sie nach einem Vergleich mit dem italienischen Reifenhersteller Pirelli nicht weiter verwenden. Seitdem trat sie als „Hot-Lydia“ auf.

## Filmografie
- 2003: Lydia Pirelli & ihre Freundinnen
- 2004: Babewatch 3
- 2004: Lydia P. ein Käfig voller Titten
- 2004: Lydia P. Das Beste von der Spermastute
- 2004: Der junge Casanova
- 2004: Latex Fantasy
- 2005: Teeny Revue
- 2005: Weltklasse Ärsche 7
- 2005: Porno Diva

## Fernsehen
- 2002–2003: Alles auf Rotlicht
- 2004–2015: Sexy Night
- 2005: Die Burg
- 2007: Lanotte
- 2007: Hot Movie Night
- 2009: Point x auf Sendung